# Straßenradsport-Weltmeisterschaften 2001
Die Straßenradsport-Weltmeisterschaften 2001 fanden vom 9. bis 14. Oktober in der portugiesischen Hauptstadt Lissabon statt. Es wurden insgesamt zehn Entscheidungen in den Disziplinen Einzelzeitfahren und Straßenrennen sowie in den Kategorien Frauen, Männer, Männer U23, Junioren und Juniorinnen ausgefahren.

## Männer

### Straßenrennen (254 km)
| Platza | Athlet          | Land | Zeit         |
| ------ | --------------- | ---- | ------------ |
| 1      | Óscar Freire    | ESP  | 6:07:21 h    |
| 2      | Paolo Bettini   | ITA  | gleiche Zeit |
| 3      | Andrej Hauptman | SLO  | gleiche Zeit |

### Einzelzeitfahren (39 km)
| Platz | Athlet          | Land | Zeit        |
| ----- | --------------- | ---- | ----------- |
| 1     | Jan Ullrich     | GER  | 51:50,0 min |
| 2     | David Millar    | GBR  | 51:56,3 min |
| 3     | Santiago Botero | COL  | 52:07,7 min |

## Frauen

### Straßenrennen (121 km)
| Platz | Athletin               | Land | Zeit         |
| ----- | ---------------------- | ---- | ------------ |
| 1     | Rasa Polikevičiūtė     | LTU  | 3:12:05 h    |
| 2     | Edita Pučinskaitė      | LTU  | gleiche Zeit |
| 3     | Jeannie Longo-Ciprelli | FRA  | gleiche Zeit |

### Einzelzeitfahren (19 km)
| Platz | Athletin               | Land | Zeit         |
| ----- | ---------------------- | ---- | ------------ |
| 1     | Jeannie Longo-Ciprelli | FRA  | 29:08,55 min |
| 2     | Nicole Brändli         | SUI  | 29:08,96 min |
| 3     | Teodora Ruano Sanchón  | ESP  | 29:53,16 min |

## U23 Männer

### Straßenrennen (169 km)
| Platz | Athlet                | Land | Zeit      |
| ----- | --------------------- | ---- | --------- |
| 1     | Jaroslaw Popowytsch   | UKR  | 4:02:43 h |
| 2     | Giampaolo Caruso      | ITA  | 4:03:00 h |
| 3     | Ruslan Hryschtschenko | UKR  | 4:04:15 h |

### Einzelzeitfahren (34 km)
| Platz | Athlet         | Land | Zeit         |
| ----- | -------------- | ---- | ------------ |
| 1     | Danny Pate     | USA  | 46:29,35 min |
| 2     | Sebastian Lang | GER  | 47:07,70 min |
| 3     | James Perry    | RSA  | 47:08,70 min |

## Junioren

### Straßenrennen (128 km)
| Platz | Athlet              | Land | Zeit         |
| ----- | ------------------- | ---- | ------------ |
| 1     | Oleksandr Kwatschuk | UKR  | 2:58:43 h    |
| 2     | Niels Scheuneman    | NED  | 2:58:50 h    |
| 3     | Mathieu Perget      | FRA  | gleiche Zeit |

### Einzelzeitfahren (23 km)
| Platz | Athlet                | Land | Zeit         |
| ----- | --------------------- | ---- | ------------ |
| 1     | Jurgen Van Den Broeck | BEL  | 27:28,30 min |
| 2     | Oleksandr Kwatschuk   | UKR  | 27:28,74 min |
| 3     | Niels Scheuneman      | NED  | 27:29,08 min |

## Juniorinnen

### Straßenrennen (77 km)
| Platz | Athletin          | Land | Zeit      |
| ----- | ----------------- | ---- | --------- |
| 1     | Nicole Cooke      | GBR  | 2:01:25 h |
| 2     | Pleuni Mohlmann   | NED  | 2:01:42 h |
| 3     | Maja Włoszczowska | POL  | 2:01:54 h |

### Einzelzeitfahren (11 km)
| Platz | Athletin           | Land | Zeit         |
| ----- | ------------------ | ---- | ------------ |
| 1     | Nicole Cooke       | GBR  | 18:45,76 min |
| 2     | Natalia Bojarskaja | RUS  | 18:54,40 min |
| 3     | Diana Elmentaite   | LTU  | 18:55,57 min |

## Medaillenspiegel
| Medaillenspiegel |                    |      |        |        |        |
| Platz            | Land               | Gold | Silber | Bronze | Gesamt |
| 1                | Ukraine            | 2    | 1      | 1      | 4      |
| 2                | Großbritannien     | 2    | 1      | –      | 3      |
| 3                | Litauen            | 1    | 1      | 1      | 3      |
| 4                | Deutschland        | 1    | 1      | –      | 2      |
| 5                | Frankreich         | 1    | –      | 2      | 3      |
| 6                | Spanien            | 1    | –      | 1      | 2      |
| 7                | Belgien            | 1    | –      | –      | 1      |
| 7                | Vereinigte Staaten | 1    | –      | –      | 1      |
| 9                | Niederlande        | –    | 2      | 1      | 3      |
| 10               | Italien            | –    | 2      | –      | 2      |
| 11               | Russland           | –    | 1      | –      | 1      |
| 11               | Schweiz            | –    | 1      | –      | 1      |
| 13               | Kolumbien          | –    | –      | 1      | 1      |
| 13               | Schweden           | –    | –      | 1      | 1      |
| 13               | Slowenien          | –    | –      | 1      | 1      |
| 13               | Südafrika          | –    | –      | 1      | 1      |